# Campeonato Catarinense 2004
In 2004 werd het 79ste Campeonato Catarinense gespeeld voor clubs uit Braziliaanse staat Santa Catarina. De competitie georganiseerd door de FCF en werd gespeeld van 21 januari tot 18 april. Figueirense werd kampioen.

## Eerste fase

### Groep A
| Plaats | Club                | Wed. | W | G | V | Saldo | Ptn. |
| ------ | ------------------- | ---- | - | - | - | ----- | ---- |
| 1.     | Chapecoense         | 10   | 5 | 2 | 3 | 21:13 | 17   |
| 2.     | Atlético de Ibirama | 10   | 5 | 1 | 4 | 13:8  | 16   |
| 3.     | Criciúma            | 10   | 4 | 3 | 3 | 15:10 | 15   |
| 4.     | Caxias              | 10   | 4 | 2 | 4 | 21:26 | 14   |
| 5.     | Avaí                | 10   | 3 | 3 | 4 | 14:17 | 12   |
| 6.     | Tiradentes          | 10   | 2 | 3 | 5 | 19:29 | 9    |

|  | Geplaatst voor tweede fase |

### Groep B
| Plaats | Club               | Wed. | W | G | V | Saldo | Ptn. |
| ------ | ------------------ | ---- | - | - | - | ----- | ---- |
| 1.     | Guarani de Palhoça | 10   | 5 | 1 | 4 | 16:13 | 16   |
| 2.     | Figueirense        | 10   | 5 | 1 | 4 | 20:12 | 16   |
| 3.     | Tubarão            | 10   | 5 | 1 | 4 | 16:17 | 16   |
| 4.     | Marcílio Dias      | 10   | 4 | 3 | 3 | 15:19 | 15   |
| 5.     | Joinville          | 10   | 3 | 4 | 3 | 12:14 | 13   |
| 6.     | Lages              | 10   | 2 | 2 | 6 | 15:19 | 8    |

|  | Geplaatst voor tweede fase |

## Tweede fase
| Plaats | Club                | Wed. | W | G | V | Saldo | Ptn. |
| ------ | ------------------- | ---- | - | - | - | ----- | ---- |
| 1.     | Figueirense         | 6    | 3 | 2 | 1 | 10:7  | 11   |
| 2.     | Atlético de Ibirama | 6    | 2 | 2 | 2 | 8:8   | 8    |
| 3.     | Chapecoense         | 6    | 2 | 1 | 3 | 11:9  | 7    |
| 4.     | Guarani de Palhoça  | 6    | 2 | 1 | 3 | 9:13  | 7    |

|  | Kampioen                           |
|  | Geplaatst voor Copa do Brasil 2005 |

### Kampioen
| Campeonato Catarinense de 2004   |
| Santa Catarina                   |
| -------------------------------- |
| FIGUEIRENSE Kampioen (13° titel) |